# 万寿宫站
万寿宫站位于中华人民共和国江西省南昌市东湖区和西湖区交界处的中山路与子固路交叉口，是南昌地铁1号线的地铁车站，车站于2015年12月26日和1号线一同启用。
本站虽不以滕王阁命名，却相比滕王阁站距离滕王阁更近，需要去往滕王阁的乘客，可从2号出口出站。

## 车站结构

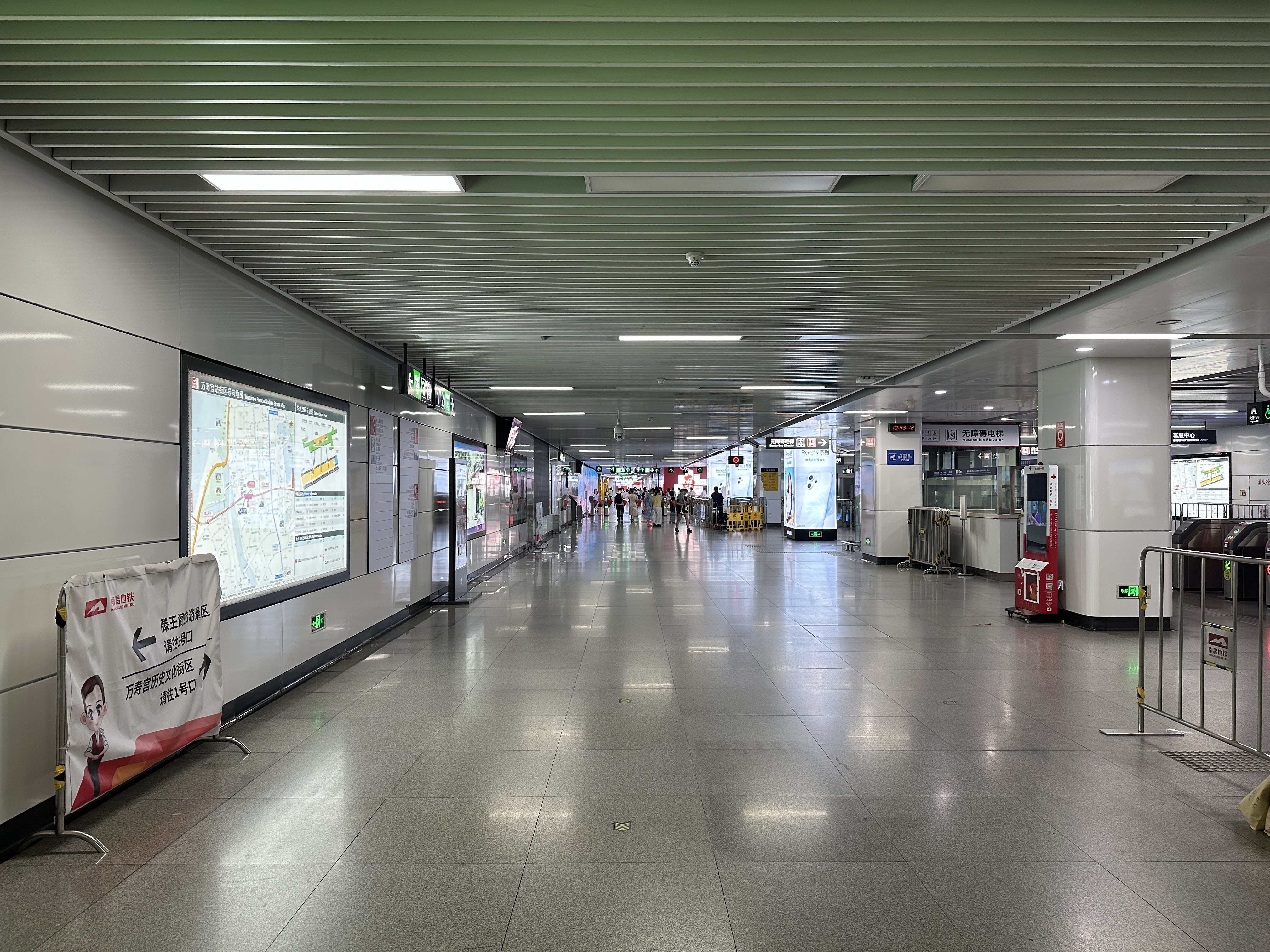
站厅

站厅在地下一层，站台在地下二层为岛式站台；车站和相邻的八一馆站之间采用明挖法施工。
站后（东端）和子固路-八一馆明挖区间（320米）设一股停车线

### 楼层
| 1层  | 地面               | 出入口                       |  |  |
| -1层 | 站厅               | 自动售票机、客服中心         |  |  |
| -2层 |                    | █ 1号线 往昌北机场（滕王阁） |  |  |
|      | 岛式站台，左侧开门 |                              |  |  |
|      |                    | █ 1号线 往麻丘（八一馆）     |  |  |

### 出入口
本站共开放3个出入口，预留1个出入口。
| 编号                   | 指示       | 图片 | 建议前往的目的地                                                 |
| ---------------------- | ---------- | ---- | ---------------------------------------------------------------- |
| 出口 · 1L              | 中山路南侧 |      | 万寿宫历史文化街区、翘步街、船山路、广润门小区、烟筒巷、抚河北路 |
| 出口 · 2L              | 中山路北侧 |      | 中亿大厦、子固路、铁街                                           |
| 出口 · 3L · 升降机标志 | 中山路北侧 |      | 子固路、凤凰坡社区、榕门路、民德路                               |
| 註： 設有              |            |      |                                                                  |

## 历史
- 2009年6月2日《南昌市轨道交通1号线一期工程环境影响报告书（简本）》中本站名为万寿宫站位于中山路与子固路交叉口[8][9]。
- 2010年8月30日的1号线一期24个站点暂用名定为万寿宫站[2]。
- 2010年12月15日确定将改为子固路站[10]。
- 2015年9月16日确认改为万寿宫站[11][12]。
- 2015年12月26日随1号线一期一同启用。